# منفرد لفظي
المنفرِد (monoseme)، ويعرف بالمنفرِد اللفظي واللفظ المنفرِد، هو اللفظ الذي انفرد به معنى واحد، لا حاجة لمعرفته إلى القرائن ولا السياق. وخلافه المشترَك. مثال لذلك لفظ العُجهوم الذي لا يدل على غير نوع معين من طيور الماء.